# Linea 7 (metropolitana di Shanghai)
La Linea 7 della metropolitana di Shanghai è una linea del sistema metropolitano di Shanghai. Si estende per più di 44 km ed è servita da 30 stazioni.

## Stazioni
| Linea 7 (七号线) |                     |                  |
| #                | Stazione            | Collegamenti     |
| 1                | Meilan Lake         |                  |
| 2                | Luonan Xincun       |                  |
| 3                | Gucun Park          |                  |
| 4                | Shanghai University |                  |
| 5                | Nanchen Road        |                  |
| 6                | Shangda Road        |                  |
| 7                | Changzhong Road     |                  |
| 8                | Dachang Town        |                  |
| 9                | Xingzhi Road        |                  |
| 10               | Dahuasan Road       |                  |
| 11               | Xincun Road         |                  |
| 12               | Langao Road         |                  |
| 13               | Zhenping Road       | Linea 3; Linea 4 |
| 14               | Changshou Road      |                  |
| 15               | Changping Road      |                  |
| 16               | Jing'an Temple      | Linea 2          |
| 17               | Changshu Road       | Linea 1          |
| 18               | Zhaojiabang Road    | Linea 9          |
| 19               | Dong'an Road        | Linea 4          |
| 20               | Chuanchang Road     | Linea 12         |
| 21               | Houtan              |                  |
| 22               | Changqing Road      | Linea 13         |
| 23               | Yaohua Road         | Linea 8          |
| 24               | Yuntai Road         |                  |
| 25               | West Gaoke Road     | Linea 6          |
| 26               | South Yanggao Road  |                  |
| 27               | Jinxiu Road         |                  |
| 28               | Fanghua Road        |                  |
| 29               | Longyang Road       | Linea 2          |
| 30               | Huamu Road          |                  |